# Ferrarská škola
Ferrarská škola umělecký směr, který se rozvinul koncem 15. století. Byl podporován ferrarskými vévody ď Este. Charakteristickými znaky je ostrá kresba, zářivá barevnost, osvětlení zvýrazňující plastiku tvarů. Dojem jisté bizarnosti vyvolává také záliba ve složitých postojích postav a obliba antických archeologických detailů. Na umělce této školy měla vliv škola benátská a  padovská. 

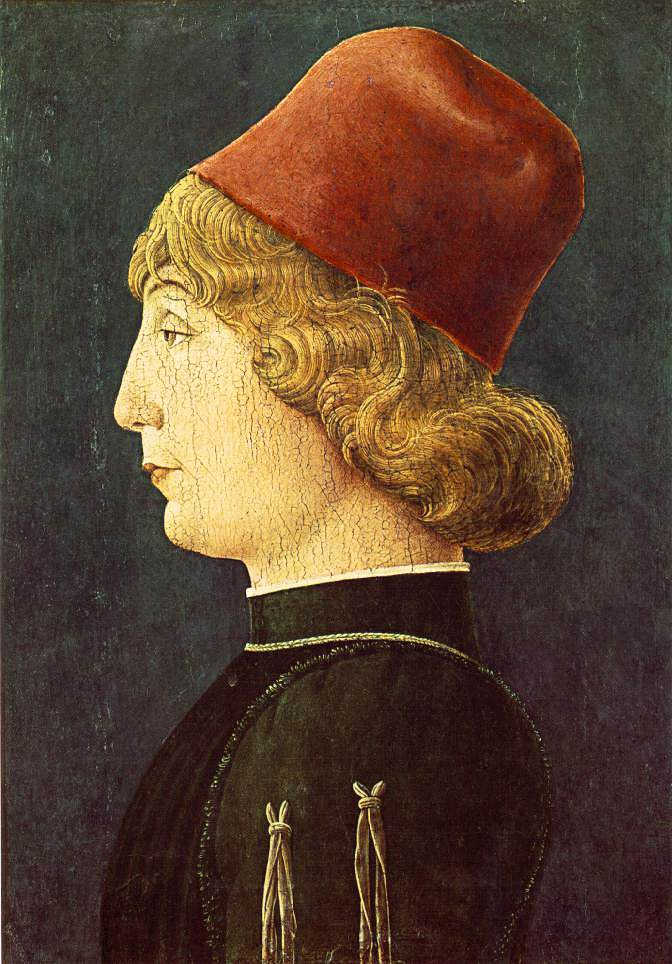
Cosimo Tura: Portrét mladého muže (1450-52)

## Umělci ferrarské školy
Seznam malířů z Ferrarské školy v umělecké biografii Camilla Laderchiho: 

### 14. století a dříve
- Gelasio di Nicoló, str. 20
- Cristoforo da Bologna, str. 28
- Antonio Alberti, str. 29

### 15. století
- Galasso Galassi
- Cosimo Tura, str. 30
- Francesco Cossa, str. 32
- Bono da Ferrara, str. 33
- Stefano da Ferrara, str. 37
- Baldassare Estense, str. 38
- Antonio Aleotti, str. 39
- Ercole Grandi, str. 51
- Ludovico Mazzolino, str. 54
- Michele Cortellini, str. 39
- Ercole de' Roberti
- Lorenzo Costa, str. 57
- Francesco a Bernardino Zaganelli da Cotignola, str. 58
- Benedetto Coda, str. 59
- Boccaccio Boccaccino
- Domenico Panetti, str. 61
- Giovanni Battista Benvenuti (také zvaný L'Ortolano Ferrarese) (1490-1525)
- Taddeo Crivelli

### 16. století
- Nicolo Pisano
- Dosso Dossi, str. 62
- Giovanni Battista Dossi
- Girolamo da Carpi
- Benvenuto Tisi (il Garofalo), str. 73
- Ludovico Mazzolino
- Sigismondo Scarsella, str. 124
- Scarsellino (Ippolito Scarsella), str. 125
- Costanzo Cattanio
- Giovanni Francesco Surchi
- Camillo Ricci, str. 135
- Domenico Mona, str. 121
- Sebastiano Filippi (Bastianino)
- Gaspare Venturini, str. 137
- Giovanni Andrea Ghirardoni, str. 138
- Giovanni Paolo Grazzini, str. 138
- Jacopo Bambini, str. 139
- Giulio Cromer, str. 140

### 17. a 18. století
- Carlo Bononi (aktivní v Bologni a Mantua), str. 141
- Alfonso Rivarola, str. 153
- Giovanni Battista della Torre, str. 154
- Camillo Berlinghieri, str. 155
- Ippolito Caselli, str. 155
- Francesco Naselli, str. 156
- Ercole Sarti, str. 157
- Giovanni Francesco Barbieri (Guercino) narozen v Cento, str. 159
- Paolo Antonio Barbieri, str. 168
- Benedetto Genari the elder, str. 158
- Cesare Genari, str. 170
- Giuseppe Caletti, str. 170
- Ludovico Lana, str. 172
- Francesco Costanzo Cattaneo, str. 172
- Giuseppe Bonati, str. 173
- Giuseppe Avanzi, str. 175
- Orazio and Cesare Mornasi, str. 175
- Francesco and Antonio Ferrari, str. 176
- Francesco Scala, str. 177
- Maurelio Scanavini, str. 178
- Giacomo Parolini, str. 179
- Giuseppe Zola, str. 181
- Giovanni Francesco Braccioli, str. 182
- Antonio Contri, str. 183
- Giuseppe Ghedini, str. 183
- Giovanni Monti, str. 184
- Alberto Muchiatti, str. 184
- Giuseppe Santi, str. 184
- Giovanni Masi, str. 185